# Eguchipsammia strigosa
Espèce
Statut CITES
Eguchipsammia strigosa est une espèce de coraux appartenant à la famille des Dendrophylliidae.